# Vreta udds naturreservat
Vreta udds naturreservat är ett naturreservat i Uppsala kommun i Uppsala län.
Området är naturskyddat sedan 1943 och är 5 hektar stort. Reservatet ligger på en sydöstlig udde i Ekoln och består av lummig ek- och hasselskog. 